# 피사 공화국
피사 공화국(이탈리아어: Repubblica di Pisa)은 10, 11세기 동안 토스카나 지역의 피사를 중심으로 하던 사실상 독립 국가이다. 제노바에게 추월과 대체되기 전까지, 한 세기 간 지중해와 이탈리아 무역을 독점하던 상인들의 상업 중심지로서, 경제적 유력 집단으로 성장하였다. 피사 공화국의 재력은 해양 국가로서 성장을 하게 하였고 11세기에는 이탈리아의 핵심 4개 해양 공화국의 하나가 되면서 정점에 올랐다.

## 성장
중세 성기 동안에 피사는 매우 중요한 무역과 선박업의 중심지로 성장하였고 주요한 지중해의 거상들의 상단들과 선박들을 통제했다. 1005년 남부 이탈리아의 레조디칼라브리아 약탈을 통해 영향력을 더욱 넓혔다. 피사는 지중해의 통제권을 두고 사라센인들과 지속적인 분쟁을 겪었다. 제노바와 동맹을 맺고, 피사는 사라센의 지도자 무자히드 알 아미리를 패배시키며, 1016년에 사르데냐를 점령했다. 이 승리는 피사에게 티레니아해의 패권을 가져다주었다. 피사인들이 그후에 사르데냐에서 제노바인들을 내쫓으며, 두 해양 공화국 사이에 새로운 분쟁과 적대 관계가 생겨났다. 1030년과 1035년 사이에 피사는 시칠리아 토후국의 일부 도시들을 공격하는데 성공했고 북아프리카의 카르타고를 정복해냈다. 1051년–1052년에 제독 야코포 치우리니는 코르시카를 정복하며, 제노바인들의 더 많은 분노를 일으켰다. 1063년에 피사는 시칠리아를 정복하기 위해 지난 30년간 전쟁을 하고 있는 시칠리아의 루지에로 1세에게 팔레르모에 대한 공동의 공격 가능성을 갖고 접근하였다. 루지에로는 다른 약속들 때문에 이 제안을 거절했다. 지상의 지원없이 피사의 팔레르모 공격은 실패하고 말았다.
1060년에 피사는 제노바를 상대로 첫 전투에 돌입하였고 피사의 승리는 제노바가 지중해에 갖고 있던 위치를 합병하는데 도움을 줬다. 1077년에 교황 그레고리오 7세는 피사인들이 제정한 새로운 “바다에서의 법률과 관세들”을 인정하였고, 신성 로마 황제 하인리히 4세는 원로원에서 권고한 그들만의 대표를 선출할 수 있는 권한을 부여해주었다. 이것은 토스카나 변경백국 (명목상 피사의 봉건 군주)이 이미 그들의 권력에서 피사가 배제되었기 때문에 현재의 상황을 단순히 확인해주는 것이였다. 피사는 1088년에 지리다 왕조의 도시 마디아를 약탈을 했다. 4년 뒤 피사와 제노바 함대는 카스티야의 국왕 알폰소 6세가 발렌시아에서 엘 시드를 내쫓는데 도움을 줬다. 1092년에 교황 우르바노 2세는 피사에게 코르시카와 사르데냐에 대한 지배권을 주었고 같은 시기에 피사 주교구는 큰 도시의 대주교구로 승격했다.

### 피사와 십자군

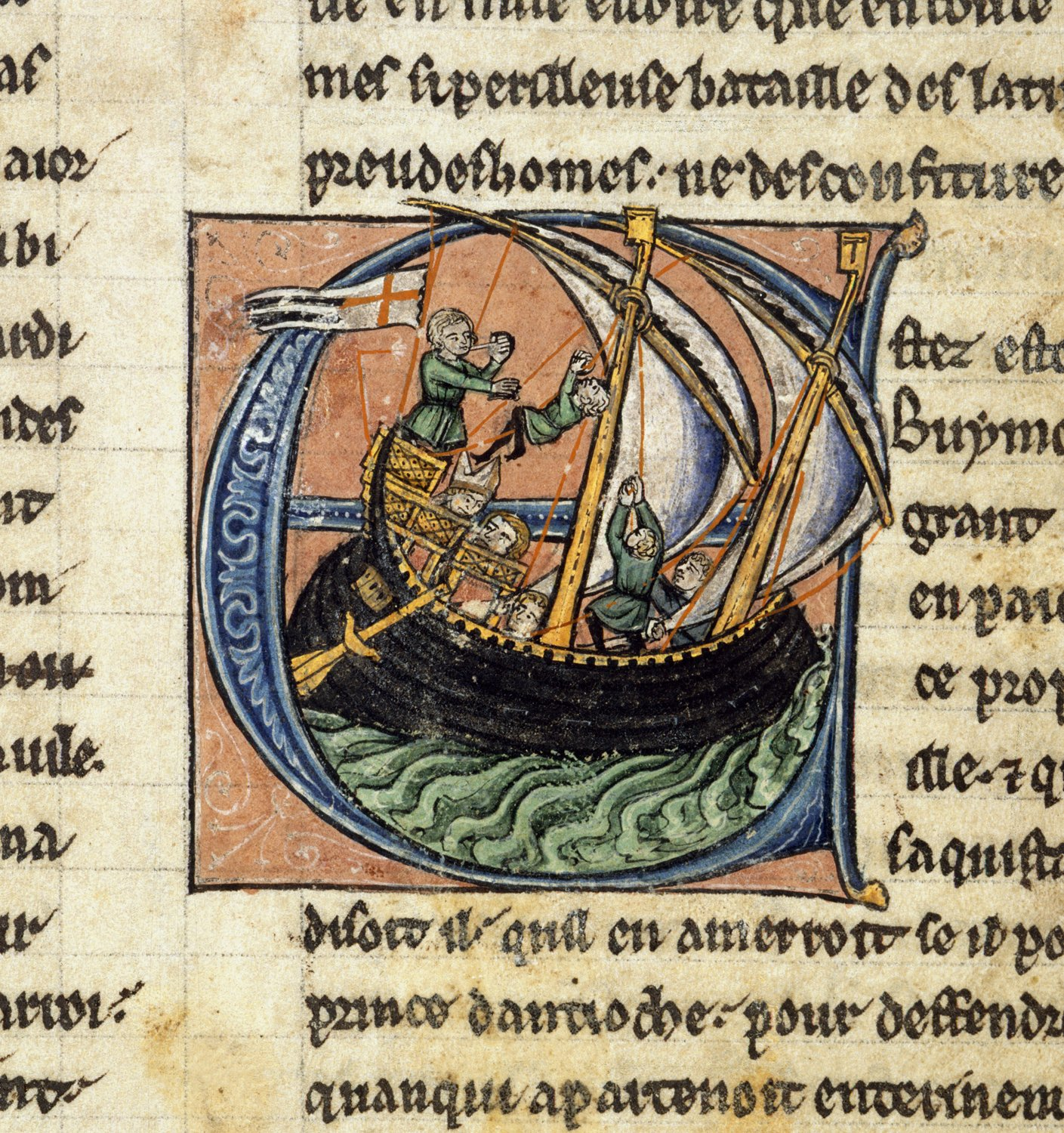
성 게오르기우스의 십자를 휘날리는 배를 항해하는 다고베르트

120척의 피사 함대가 제1차 십자군 전쟁에 참여했고 피사인들은 1099년 예루살렘 공성전에 도움이 되었다. 성지로 향하던 중에 피사의 선박들은 몇몇 비잔티움의 영토를 약탈할 기회를 놓치지 않았다. 피사의 십자군들은 미래의 예루살렘 라틴 총대주교가 되는 그들의 대주교 다고베르트가 이끌었다.
피사와 다른 해양 공화국들은 시리아, 레바논, 팔레스타인의 동부 해안 지역에 무역 거점과 식민지들을 세우는데 십자군 전쟁의 이득을 보았다. 특히 피사인들은 안티오키아, 아크레, 야파, 트리폴리, 티레, 라티키아에 식민지를 세웠다. 그들은 또한 예루살렘, 카이사레아에도 영토를 확보하였고, 게다가 카이로, 알렉산드리아에도 작은 식민지 (적은 자치도를 지닌)가 있었던 것은 물론 콘스탄티노폴리스에도 가지고 있었는데, 비잔티움 황제 알렉시오스 1세 콤니노스는 그들에게 특별한 계류소와 무역 특권을 부여해주었다. 이 모든 도시들에서 피사인들은 특혜와 면세권을 받았지만, 공격을 받을 시에 이들의 방어에 기여를 해야만했다. 12세기 콘스탄니폴리스의 동부 지역에 있는 피사 지구의 거주민은 1,000명까지 늘어났다. 해당 세기의 몇 년간 피사는 베네치아 공화국을 능가하는 가장 우세한 대상이자 비잔티움 제국의 동맹이였다.
서부 지중해에선, 교황 그레고리오 7세가 1085년 피사에게 발레아레스 제도에 대한 종주권을 부여해주었지만, 피사 상인들은 1113–15년 발레아레스 원정의 시초자 중 한 명이였을 뿐이였고, 그곳의 타이파를 영구적으로 몰아내는데는 실패했다.

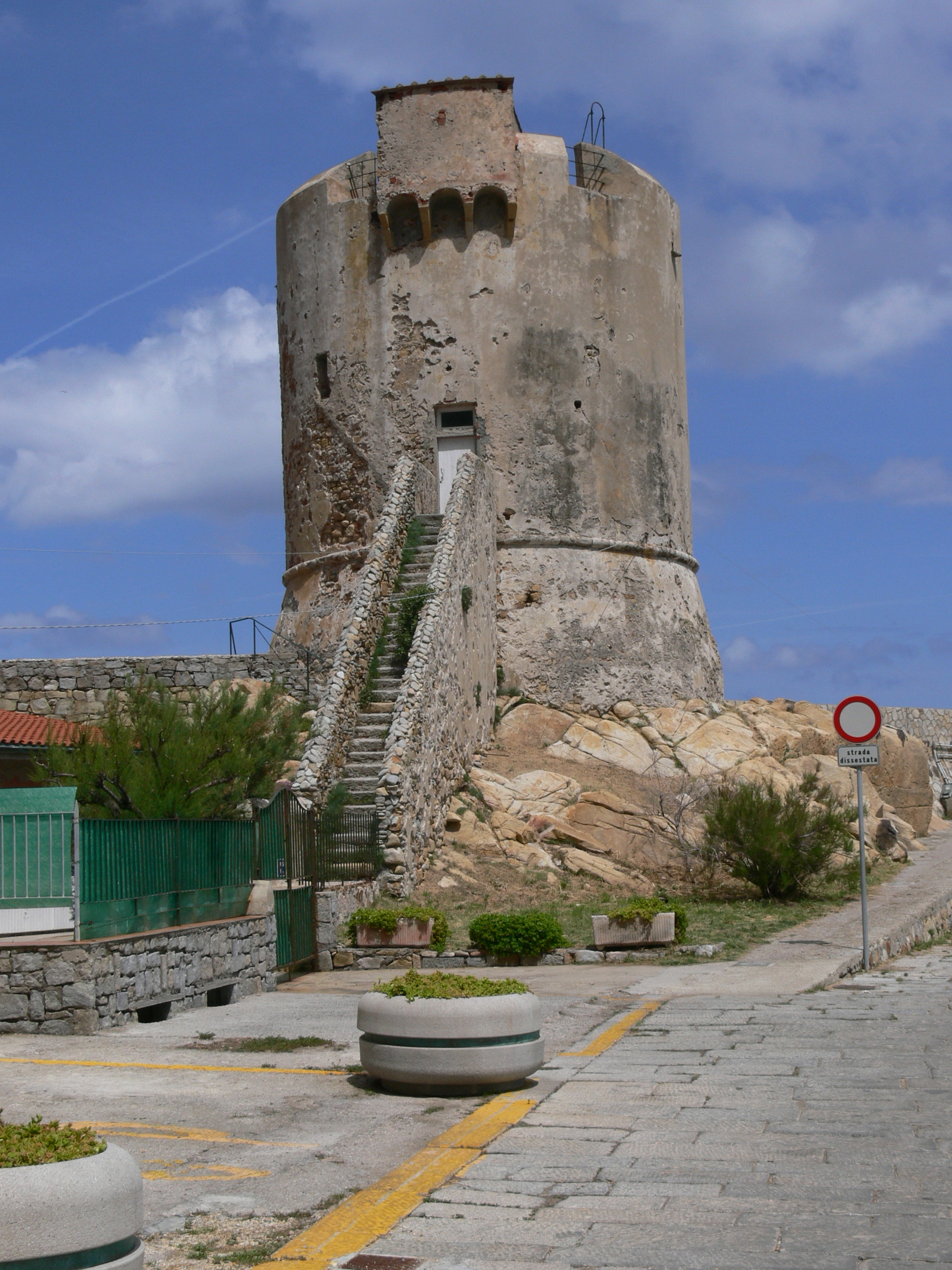
사라센 해적들로부터 방어를 위해 공화국이 엘바섬에 지은 피사 감시탑
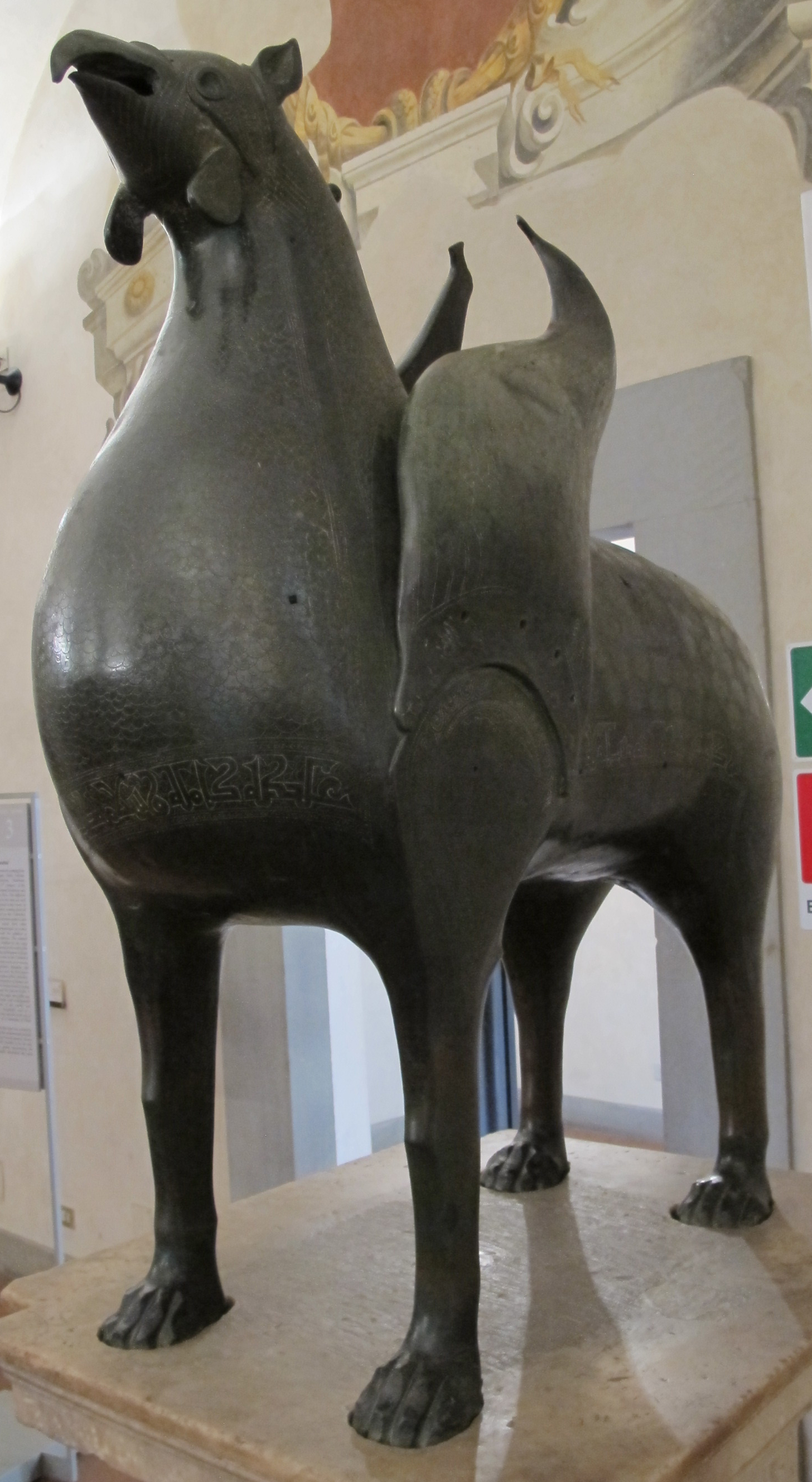
피사의 그리핀 - 이슬람 세력들의 요새를 상대로 피사의 수 차례의 군사 활동에서 얻은 약탈품 중 하나
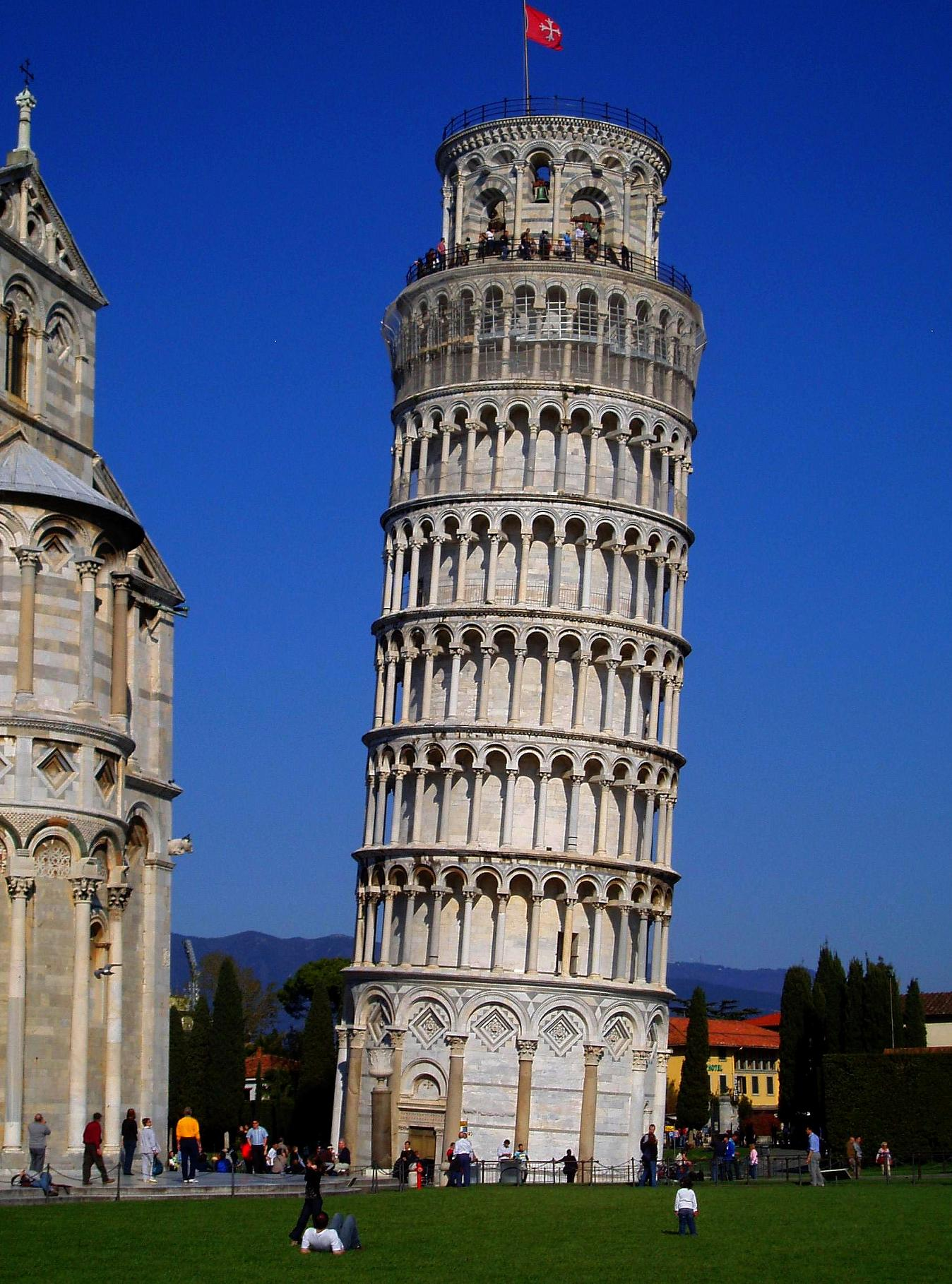
피사의 사탑 (12-14세기에 지어짐)에서 휘날리는 피사의 깃발 (피사 십자)

## 쇠퇴
피사 공화국의 국제적인 위상은 1284년 제노바에게 멜로리아 해전에서 함대가 괴멸하면서 영원히 상실하게 된다. 이 전투에서 피사의 대부분의 갤리선들이 파괴되었고 많은 선원들이 포로로 잡혔다. 1290년 포르토피사노를 향한 제노바 함대의 공격으로 피사의 독립 국가로서의 위치가 봉해져버렸다. 1323년과 1326년 사이에는 아라곤 연합왕국에 의해 사르데냐에서 축출당했다.
1399년 가브리엘레 마리아 비스콘티의 지배가 끝난 후, 피사는 1402년 피렌체 공화국에게 매각되었고 1406년에 자치권을 상실했다. 1494년 프랑스 샤를 8세의 이탈리아 원정때 피렌체로부터 독립하였다. 1497년에 피렌체의 침략이 있었으나 격퇴에 성공하며 독립을 유지하였다. 16세기 초부터 피렌체가 다시 침공해왔다. 1508년에 베네치아의 세력약화를 목적으로 캉브레 동맹전쟁(1508~16)이 시작되었는데, 아냐델로 전투(1509년 5월)에서 베네치아가 패배하였다. 이 전투의 패배로 베네치아 세력이 약해지자 든든한 지원국을 잃어버린 피사 공화국은 1509년 6월 피렌체에 항복하였고 다시 피렌체의 통치를 받게 되었다.

## 같이 보기
- 피사의 역사
- 캉브레 동맹 전쟁
- 아냐델로 전투 (1509년 5월)
- 해양 공화국